# Junactwo
Junactwo – koedukacyjna organizacja młodzieży wiejskiej i robotniczej, pracująca metodami skautowymi. Działała od jesieni 1912 do listopada 1916 roku.
Poczynając od nazwy i słownictwa, poprzez treść prawa i przyrzeczenia junactwo było związane z tradycjami ludowymi, z kulturą ludową staropolską, przez co starało się umocnić poczucie odrębności narodowej i wychować światłych działaczy ludowych. Twórcą był Stefan Plewiński, który z ramienia tajnego Związku Konarszczaków został mianowany Komisarzem Junactwa. Organizacja działała na Lubelszczyźnie, w Warszawie i Łomży.
W 1914 roku Zjazd Junacki powołał Naczelną Komendę Drużyn Junackich z przewodniczącym Stefanem Plewińskim. Członkami Komendy byli m.in. Władysław Radwan, Janina Porazińska. Jednym z członków Rady Przybocznej był Adam Chętnik, redaktor czasopisma Drużyna, które propagowało tematykę junacką głównie w ramach broszur z serii Biblioteczka Drużyny.